# Prestolno ime
Prestolno ime,  ime nesut-biti ali priimek  je bilo bil eno od »petih velikih imen« egipčanskih vladarjev (faraonov) in od Četrte dinastije najpomembnejše v  njihovem  kraljevskem nazivu.  V tej obliki ga je k rojstnemu osebnemu imenu prvi dodal kralj Neferirkare Kakai (Peta dinastija). Rojstno in prestolno ime je pred njim verjetno uporabljal že kralj Den (Prva dinastija). 